# Hostal Pimodán (reedición)
Hostal Pimodán, de la banda Lori Meyers, fue reeditado en 2006, incluyendo un disco extra, con tres canciones nuevas, dos versiones y dos canciones en formato acústico. Además contaba con una portada y libreto nuevos.

## Lista de canciones
CD1
1. "Hostal Pimodán" - 4:32
2. "Dilema" - 3:20
3. "El aprendiz" - 2:28
4. "El mejor de sus trabajos" - 4:57
5. "L.A." - 3:48
6. "El viajero del tiempo" - 4:07
7. "El gallo ventrílocuo" - 5:14
8. "Sus nuevos zapatos" -3:26
9. "Caravana" - 3:04
10. "Desayuno con diamantes" - 4:48
11. "Hostal Pimodán II" - 1:39
12. "La pequeña muerte" - 3:57

CD2
1. "Televisión" - 3:23
2. "Vigilia" - 3:30
3. "La vida de Jacques Rigaut" 2:29
4. "El mejor de sus trabajos" (acústico) - 4:40
5. "El aprendiz" (acústico) - 4:06
6. "No estoy contento" - 2:40
7. "La caza" - 3:21